# Канжальська битва
Канжальская битва — нічний бій 1708 року, в ході якого черкеси під проводом князя-валія Кургоко Атажукіна завдали поразки і розгромили війська кримського хана Каплан Герая, що складався з османів і кримських татар. У 2013 р Центр військової історії Росії Інституту російської історії РАН склав експертний висновок, у якому визнається факт і значимість Канжальскої битви.

## Дослідження
Перше наукове дослідження, присвячене Канжальській битві, з'явилося у 1986 році. У своїй статті «Канжальська битва та її відображення в кабардинському фольклорі», опублікованій у збірнику «Актуальні питання кабардино-балкарської фольклористики та літературознавства», В. Сокуров реконструював події 1708 року. Усі наступні автори посилалися передусім на цю роботу. Відомості про Канжальску битву містяться і у працях з фольклористики відомого кабардинського просвітника Шори Ногмова.

## Загальні відомості
Причиною військового конфлікту було небажання кабардинців сплачувати данину кримському ханові й османському султану. Кримські татари і османи — всього приблизно 20 тисяч осіб на чолі з ханом Каплан I Герай виступили в Кабарду для упокорення кабардинців. Завдяки діючому тоді  Константинопольському мирному договору (1700) кримські татари розраховували на невтручання московських військ, а тому розраховували на легку перемогу проти нечисленних кабардинців.
Відомо, що спочатку кабардинці влаштували пожежу в стані ворога, потім в атаку пішли 7000 кінноти (на чолі з князем Кабарди Кургоко Атажукіна). Ідея тактики раптового нападу була запропонована Джабагі Казаноко (кабард. Къэзэнокъуэ Жэбагъы
, 1685–1750).
Османсько-кримськотатарське військо було знищено за одну ніч. Спромоглася втекти лише нечисленна група кримських татар на чолі з Каплан I Герай.
Іноземні джерела повідомляють різні цифри кількості воїнів кримсько-османського війська, цифри коливаються значно — від 30 до 100 тисяч осіб. Критично налаштовані автори вважають достовірною цифру 20 тисяч осіб, яка випливає з джерела кабардинського походження, зокрема посилаються на лист князя Татархана Бекмурзовіча, який повинен був знати величину війська противника, також з посиланням на нього вважають кількість загиблих кримських татар близько 11 тисяч осіб.

## Військово-політичні події, що передували битві
У XVI столітті кабардинці й московити страждали від спустошливих набігів кримських феодалів, що штовхало їх на зближення.
У ході  походу на Москву (1521) військо Кримського хана розбило московське військо, спалило Москву, вбило безліч людей і захопило у полон понад 60 тисяч осіб.
Підтримка  Кабарди була вигідна Москві в її боротьбі з Кримським ханством. Уже в 1552 у кабардинці разом з московськими військами брали участь у взятті Казані.
У 1556 р. адиги здійснили ряд сміливих воєнних операцій, в результаті яких були захоплені османсько — татарські військові бази Темрюк і Тамань. Ця акція адигів багато в чому сприяла розгрому московськими військами Астраханського ханства того ж року..
У 1561 р. Іван Грозний одружився з дочкою кабардинського князя Темрюка Ідарова — Гошаней Темрюковною, яка після хрещення взяла ім'я «Марія».
В ході другого  походу на Москву (1571) військо Кримського хана розбило московське військо, другий раз спалило Москву, вбило безліч людей і захопило в полон понад 40 тисяч чоловік.
У 1570-і роки, незважаючи на невдалу астраханську експедицію, кримські татари і османи зуміли відновити свій вплив у регіоні. Московити були витіснені з регіону Кавказу більш ніж на століття, хоч формально західнокавказькі горяни, адиги й абази залишалися московськими підданими.
3 липня 1700 між Московським царством і Османською імперією було укладено  Константинопольський мирний договір, за яким Московське царство отримала Азов з прилеглою територією і заново збудованими фортецями (Таганріг, Павловськ, Міус) звільнялася від щорічної виплати данини кримському хану. Османські імперії передавалася частина Подніпров'я з османськими фортецями. Стаття VII цього  договору свідчила: "А достальні землі, як по сю пору від Держави Оттоманської Влади були, паки тим же чином в Державі й у володінні його ж нехай зостануться Ногайцям й Черкасам і іншим підкореним Турської Державі… ", таким чином в той момент історії Московія не могла втрутитися у відносини кабардинців й Кримського хана. Мирний договір Московського царства й Османської імперії забезпечив нейтралітет останньої і дозволив Петру I сконцентрувати всі військові сили для Північної війни.